# Lytle (Teksas)
Lytle je grad u američkoj saveznoj državi Teksas. Prema popisu stanovništva iz 2010. u njemu je živjelo 2.492 stanovnika.